# Мохорт, Вячеслав Андреевич
Вячесла́в Андре́евич Мо́хорт (1924—2003) — советский и белорусский врач-уролог, доктор медицинских наук, заслуженный деятель науки Белорусской ССР.

## Биография
Вячеслав Мохорт родился 28 марта 1924 года в деревне Шуляки (ныне — Слуцкий район Минской области Белоруссии). Окончил среднюю школу. В 1944 году Мохорт был призван на службу в Рабоче-крестьянскую Красную Армию, участвовал в боях Великой Отечественной войны.
В 1953 году Мохорт окончил Минский государственный медицинский институт, затем учился в ординатуре кафедры урологии Белорусского института усовершенствования врачей. В 1960 году он защитил кандидатскую диссертацию, а в 1969 году — докторскую. С 1961 года преподавал в Гродненском государственном медицинском институте, создал доцентский курс по урологии. Позднее вернулся в Минск, преподавал в Минском медицинском институте. Под его руководством кафедры и клиника урологии этого института вошла в число крупнейших учебно-научных центров СССР в данной области.
С 1971 года Мохорт заведовал кафедрой урологии Белорусского государственного университета усовершенствования врачей, одновременно с этим работал главным внештатным урологом Белоруссии. Кроме того, тридцать лет был заместителем председателя Белорусского общества урологов. Являлся автором порядка 240 научных работ, в том числе 5 монографий. Под его руководством было защищено 2 докторских и 14 кандидатских диссертаций. В 1982 году Мохорту было присвоено звание заслуженного деятеля науки Белорусской ССР.
Умер 14 мая 2003 года, похоронен на Восточном кладбище Минска.